# 鳥屋野潟

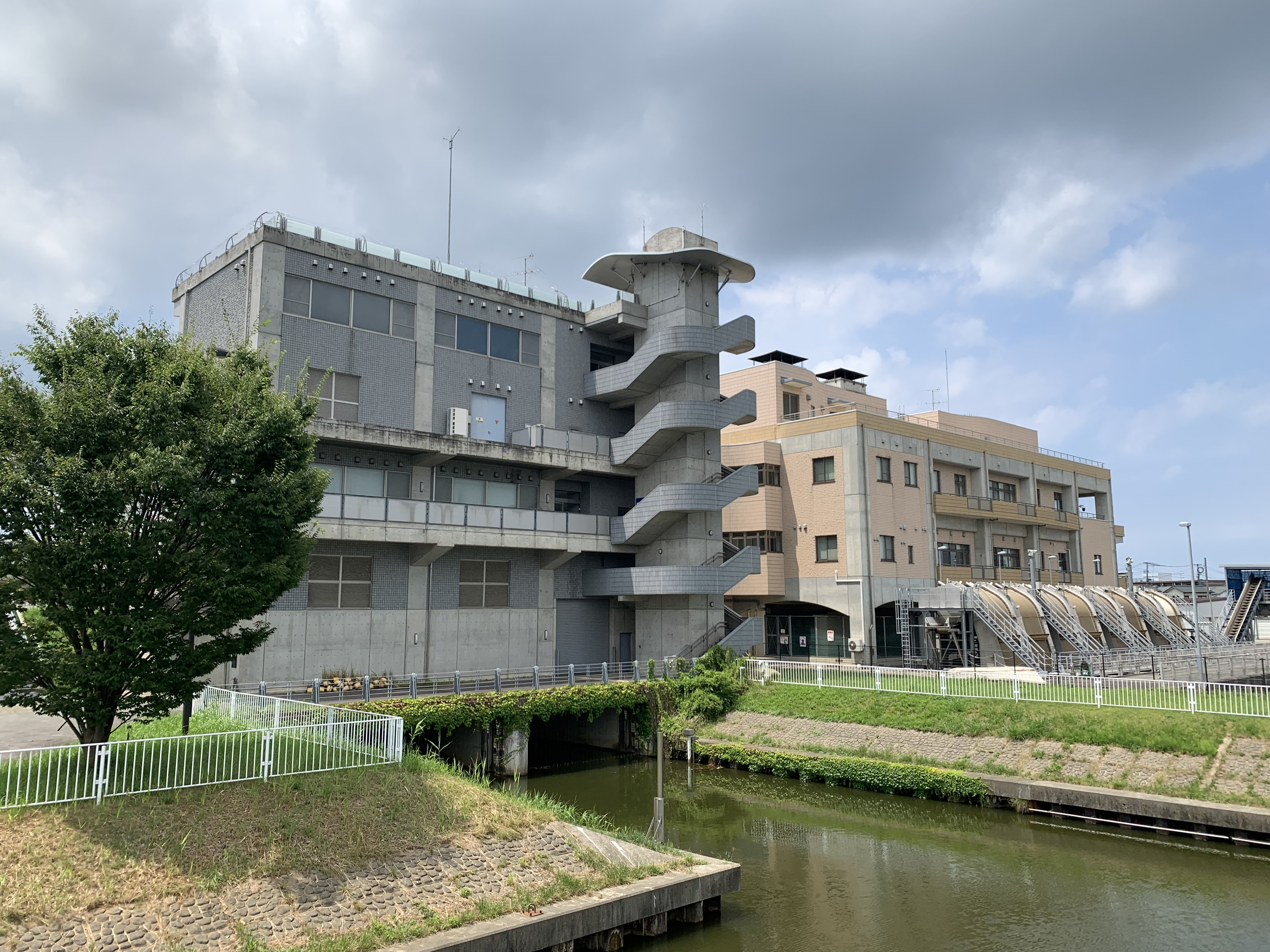
鳥屋野潟の排水機場。左側が鳥屋野潟排水機場で右側が親松排水機場。

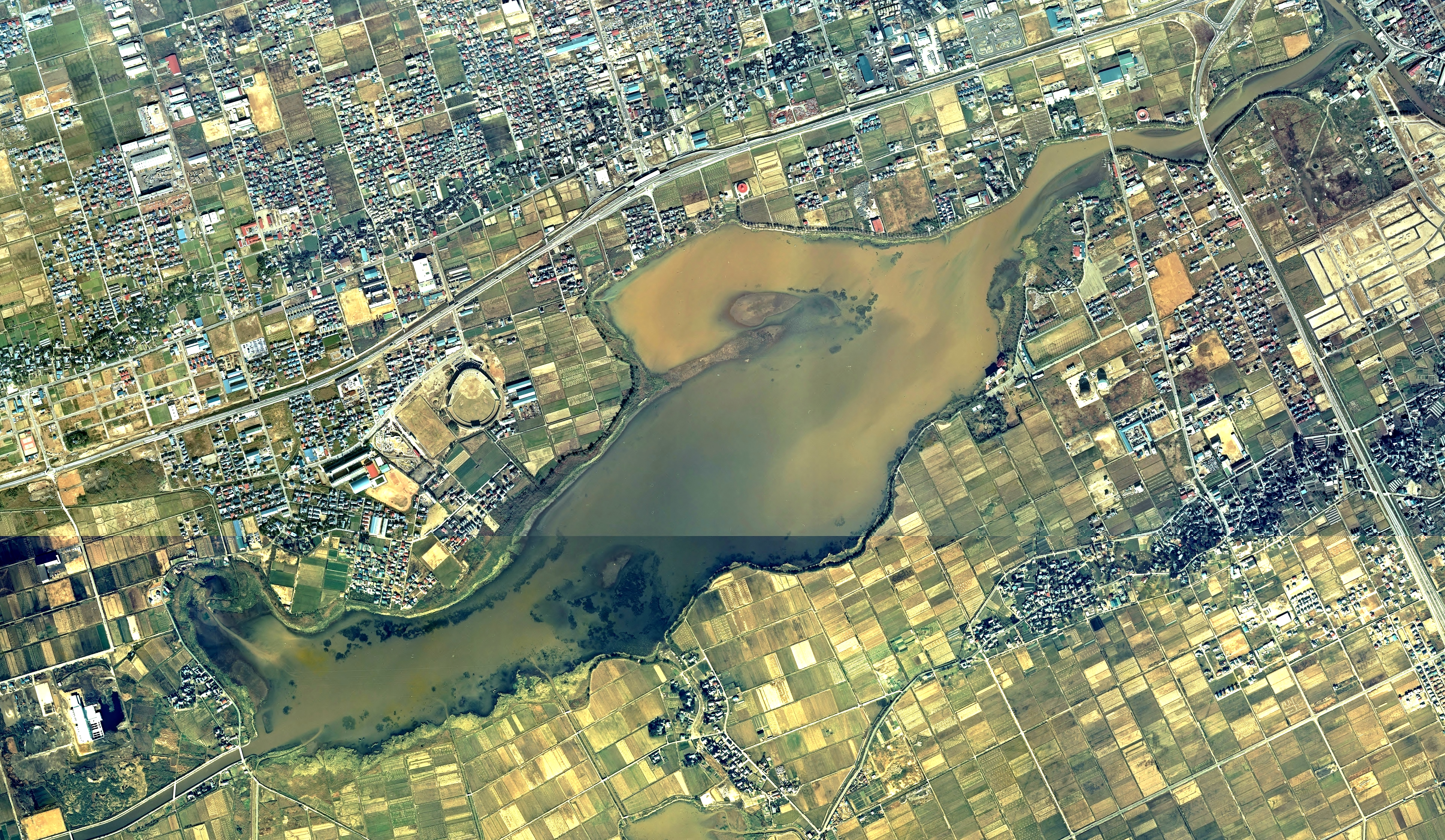
鳥屋野潟付近の空中写真。1975年撮影の10枚を合成作成。この画像撮影当時、周囲の公園、各施設等は未整備である。

鳥屋野潟（とやのがた）は、新潟県新潟市中央区にある潟。栗ノ木川に合流する一級河川（信濃川水系）でもある。新潟駅から2 - 3km南西に位置する。鳥屋野潟周辺の公園や開発計画などに関しては鳥屋野潟公園を参照。

## 概要
越後平野は信濃川と阿賀野川の土砂が堆積してできた沖積平野で、その中には後背湿地や三角州、海岸砂丘などの地形を含んでおり、新潟砂丘が形成されたため排水の障害となったことも、この地域と潟の成り立ちに大きく関わっている。
鳥屋野潟流域（亀田郷）は低湿地帯でヨシ原が広がる「芦沼」と呼ばれていた。その周辺は「三年一作」と言われるほど収量の低い深田で洪水が頻発していた。
そのため1921年（大正11年）に大河津分水路が通水し、さらに1941年（昭和16年）からは国営土地改良事業が着手され、1948年（昭和23年）に栗ノ木排水機場が完成して水位が1メートル以上下げられ乾田化された。
栗ノ木排水機場が完成したころ、周辺では天然ガスの採掘が本格化しており、昭和30年代には新潟市のほぼ全域で地盤沈下が発生し、鳥屋野潟周辺でも40cmから80cm程度地盤沈下した。
この地盤沈下と1964年（昭和39年）の新潟地震で栗ノ木排水機場の機能は大きく損なわれた。そこで1968年（昭和43年）には親松排水機場が完成して常時ポンプ排水されるようになり、さらに旧施設の老朽化により新たな親松排水機場に更新され鳥屋野潟の水位を信濃川より約3.2メートル低くなるよう維持している。
鳥獣保護区域に指定されており、「佐潟および鳥屋野潟を含む新潟砂丘湖沼群」として日本の重要湿地500にも選定されている。冬にはハクチョウをはじめとした渡り鳥が越冬のために多数飛来する。また、鳥屋野潟の周辺は桜が植えられ、新潟市の花見ポイントのひとつとなっている。

## 面積
- 流域面積：約99.8km2
- 潟面積：約1.58km2 (158ha)[1]

## 水質
新潟市の中心市街地と郊外の水田地帯とで南北に挟まれている地理的要因、および高度経済成長期にかけての生活廃水・農業廃水などの流入、周辺地域の下水道網整備の立ち遅れなどによって水質が悪化した。1971年（昭和46年）の公害対策基本法の規定により、水質汚濁に係る環境基準の類型指定（湖沼B類型）がなされた。昭和50年代にはCODの基準値（5mg/l以下）が年平均で2倍を超える数値となるなど、汚染が深刻化、特にヘドロや悪臭の問題が取り沙汰された。
その後、新潟市では1980年（昭和55年）に下水処理場が2箇所新設されるなど下水道網の整備が徐々に進捗し、また市民や行政が積極的に水質改善に取り組んだ結果、2002年に初めて環境基本法の水質基準を達成するなど改善に向かっている。
- 新潟市の公共用水域の水質
- 新潟市の公共用水域の水質（鳥屋野潟・弁天橋） - WARP
- 新潟市の公共用水域の水質（鳥屋野潟・潟出口（鐘木橋）） - WARP

## 歴史
- 16世紀末、清五郎地区に農民が入植。新発田藩主溝口秀勝による新田開発施策によると伝えられる。
- 1732年(享保時代)、周辺農民の「鳥屋野潟新田反対訴訟」により鳥屋野潟を干拓する計画が中止される。
- 1948年、鳥屋野潟東端に建設された栗ノ木排水機場が稼働し、旧栗ノ木川への排水と亀田郷の乾田化が開始される。毎秒25トンは当時「東洋一の排水能力」と謳われた。
- 1964年、新潟地震。この影響とかねてからの地盤沈下とで1か月に渡って栗ノ木排水機場が浸水、機能が損なわれた。田中角栄の鳥屋野潟疑惑（埋立予定情報を先んじて得て水面権を買い占めたのち高値転売）が問題化する[5][6]。
- 1967年、震災復興事業として親松導水路が開削され、信濃川との合流部の親松排水機場が稼働を開始(毎秒60トンの能力)。旧栗ノ木川の流量は低下し、栗ノ木排水機場はこの後に廃止。
- 1975年、埋め立てられた旧栗ノ木川が栗ノ木バイパス自動車道として全線開通。
- 1980年代、隣接する内湖の清五郎潟が北西部を一部埋め立て。「天寿園」となる(新潟・ハルビン市民友好事業)。以後、鳥屋野潟公園など南岸地域の再整備が進捗。
- 1998年、集中豪雨により周辺地域が広範囲に浸水(「8.4水害」)。翌年より親松排水機場に隣接し、排水能力を補完する施設として鳥屋野排水機場が計画される。
- 2001年、新潟スタジアム(ビッグスワン)竣工。
- 2003年、鳥屋野排水機場が完成(毎秒40トン)。[7]
- 2008年、老朽化した親松排水機場の建て替えが完了。新・親松排水機場とも。[8]
- 2009年、新潟県立野球場(ECOスタジアム)竣工。
- 2023年、AIRMANスケートパーク竣工。[9]

## 周辺

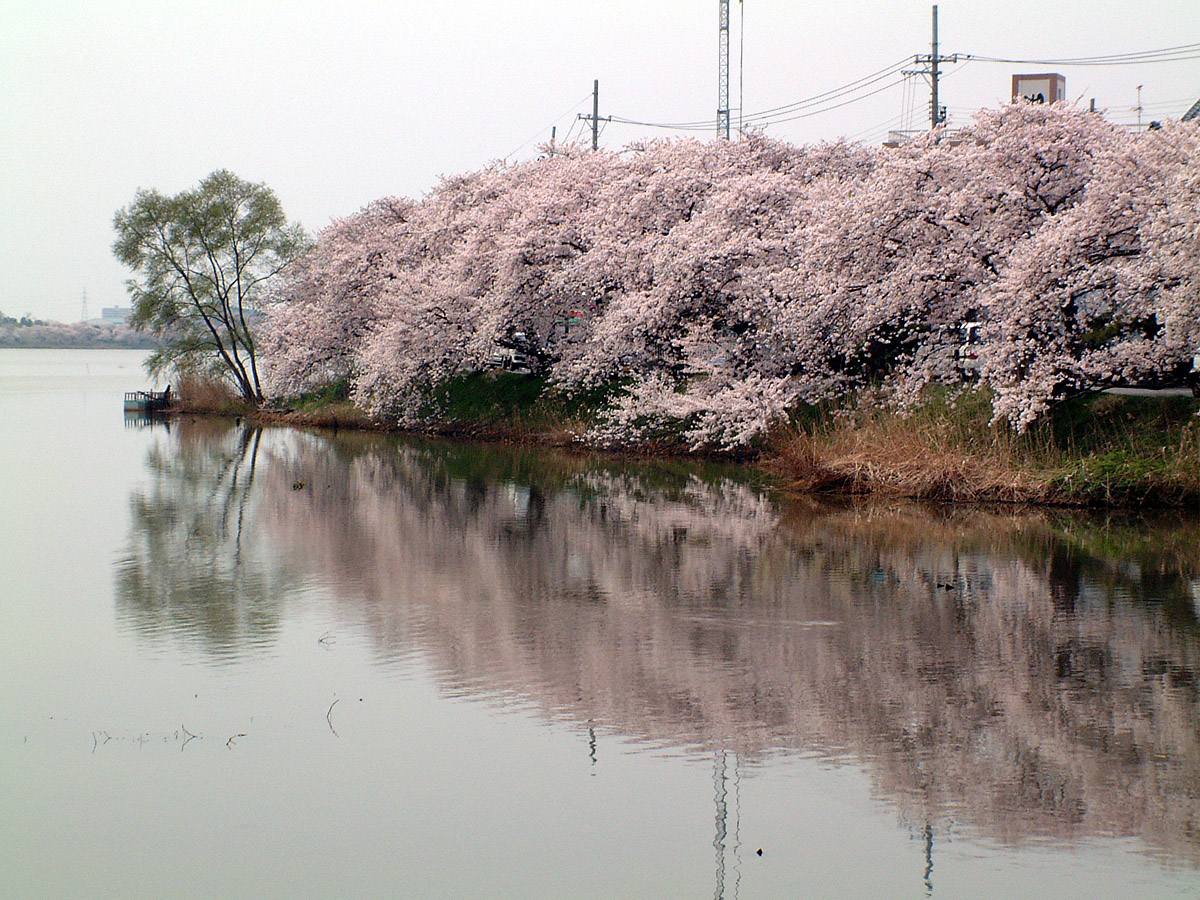
鳥屋野潟の桜

### 鳥屋野潟北部の施設・公園
- 鳥屋野潟公園（女池地区）
  - 新潟県立自然科学館
  - 新潟県立図書館
- 鳥屋野潟運動公園
  - 鳥屋野運動公園野球場
- 鳥屋野交通公園
- 新潟市鳥屋野総合体育館

### 鳥屋野潟南部の施設・公園
- 鳥屋野潟公園（鐘木地区・スポーツ公園）
  - 新潟県スポーツ公園
    - デンカビッグスワンスタジアム
    - HARD OFF ECOスタジアム新潟
- いくとぴあ食花
- 天寿園
- 新潟市アイスアリーナ
- 新潟市産業振興センター
- 新潟テルサ
- 新潟市民病院
- AIRMANスケートパーク

### 過去の施設
- とやのレイクランド